# Kiki Musampa
Kiki Musampa, właśc. Kizito Musampa (ur. 20 lipca 1977 w Kinszasie) – holenderski piłkarz grający na pozycji lewego pomocnika.

## Życiorys
Musampa urodził się w Kinszasie, ówczesnej stolicy dawnego Zairu (obecnie Demokratyczna Republika Konga). Jako młody chłopiec wyemigrował z rodzicami do Holandii i rodzina Musampów osiadła w Amsterdamie. Tam młody Kizito trafił do piłkarskiej szkółki Ajaksu Amsterdam, a 12 lutego 1995 zadebiutował w jego barwach w Eredivisie, meczem z Feyenoordem (4:1). Był to jego jedyny mecz w lidze, a dla Ajaksu tamten rok był rokiem sukcesów, gdyż stołeczny klub wywalczył zarówno mistrzostwo kraju, jak i wygrał Ligę Mistrzów. Musampa w Ajaksie występował także przez kolejne dwa sezony, w trakcie których rozegrał 41 meczów i zdobył 6 bramek, a także jeden raz został mistrzem Holandii w 1996 roku.
Latem 1997 Musampa skorzystał z oferty francuskiego Girondins Bordeaux, a do zespołu ściągnął go ówczesny szkoleniowiec tego klubu, Guy Stéphan. Po słabych wynikach Stéphan został zwolniony i jego miejsce zajął Elie Baup, który w sezonie 1998/1999 wywalczył z klubem z Bordeaux mistrzostwo Francji. Przez 2 lata spędzone w Girondins Musampa nie należał do wyjściowej jedenastki, a w mistrzowskim sezonie rozegrał 17 meczów i zdobył 1 gola.
Latem 1999 Musampa trafił do Hiszpanii zostając piłkarzem klubu tamtejszej Primera División, Málaga CF. W pierwszych dwóch sezonach dość rzadko pojawiał się na boisku, ale już w sezonie 2001/2002 wywalczył miejsce w podstawowej jedenastce i spisał się przyzwoicie strzelając 9 goli w lidze i zajmując z Málagą 9. miejsce w lidze. Latem 2002 wystąpił ze swoim klubem w Pucharze Intertoto i dzięki jego wygraniu awansował do Pucharu UEFA. Tam Málaga spisywała się dobrze i awansowała aż do ćwierćfinału, z którego odpadła po dwumeczu z Boavistą FC.
Dobra gra w średniaku La Liga spowodowała, że latem 2003 Musampa za 3 miliony euro przeszedł do silniejszego Atlético Madryt. W stołecznym klubie zadebiutował 31 sierpnia w przegranym 0:1 wyjazdowym meczu z Sevillą. Grał w podstawowym składzie, wystąpił w 26 meczach i strzelił 2 gole, ale już w sezonie 2004/2005 usiadł na ławce rezerwowych i w rundzie jesiennej zagrał zaledwie w 8 meczach. Zimą 2005 Musampa został wypożyczony do Manchesteru City. W Premiership zadebiutował 2 lutego w zremisowanym 1:1 meczu z Newcastle United. W City występował w wyjściowej jedenastce i zajął 8. miejsce, a w czerwcu przedłużono wypożyczenie na kolejny rok. W grudniu jednak stracił miejsce w jedenastce, a następnie grał nieregularnie ostatecznie zajmując z Manchesterem 15. pozycję.
Latem 2006 Musampa wrócił do Madrytu, a niedługo potem za darmo przeszedł do tureckiego Trabzonsporu. Latem 2007 został zwolniony z klubu i na zasadzie wolnego transferu trafił do AZ Alkmaar, jednak 1 stycznia 2008 rozwiązano z nim kontrakt i zawodnik wyjechał do Korei Południowej, do klubu FC Seoul. W styczniu 2009 powrócił do Holandii, a konkretnie do Willem II Tilburg.
| Sezon   | Klub               | Kraj             | Rozgrywki        | Mecze | Bramki |
| ------- | ------------------ | ---------------- | ---------------- | ----- | ------ |
| 1994/95 | AFC Ajax           | Holandia         | Eredivisie       | 1     | 0      |
| 1995/96 | AFC Ajax           | Holandia         | Eredivisie       | 17    | 1      |
| 1996/97 | AFC Ajax           | Holandia         | Eredivisie       | 24    | 5      |
| 1997/98 | Girondins Bordeaux | Francja          | Ligue 1          | 16    | 4      |
| 1998/99 | Girondins Bordeaux | Francja          | Ligue 1          | 17    | 1      |
| 1999/00 | Málaga CF          | Hiszpania        | Primera División | 13    | 2      |
| 2000/01 | Málaga CF          | Hiszpania        | Primera División | 11    | 3      |
| 2001/02 | Málaga CF          | Hiszpania        | Primera División | 37    | 9      |
| 2002/03 | Málaga CF          | Hiszpania        | Primera División | 38    | 8      |
| 2003/04 | Atlético Madryt    | Hiszpania        | Primera División | 26    | 2      |
| 2004/05 | Atlético Madryt    | Hiszpania        | Primera División | 8     | 0      |
| 2004/05 | Manchester City    | Anglia           | Premiership      | 14    | 3      |
| 2005/06 | Manchester City    | Anglia           | Premiership      | 27    | 0      |
| 2006/07 | Trabzonspor        | Turcja           | Süper Lig        | 14    | 4      |
| 2007/08 | AZ Alkmaar         | Holandia         | Eredivisie       | 5     | 0      |
| 2008    | FC Seoul           | Korea Południowa | K-League         | 3     | 0      |
| 2008/09 | Willem II Tilburg  | Holandia         | Eredivisie       | 6     | 0      |